# ナーゲル
ナーゲル (ドイツ語: Nagel) は、ドイツ連邦共和国バイエルン州オーバーフランケン行政管区、ヴンジーデル・イム・フィヒテルゲビルゲ郡の町村（以下、本項では便宜上「町」と記述する）であり、トレスタウ行政共同体の構成自治体の一つ。ナーゲルは州内に知られた保養地である。

## 地理
ナーゲルはフィヒテル山地自然公園南部に位置する。

### 自治体の構成
この町は、公式には9つの地区 (Ort) からなる。このうち小集落や孤立農場などを除く集落を以下に列記する。
- ロッホビュール
- ミュールビュール
- ナーゲル
- エルビュール
- ライヒェンバッハ
- ライシンガーヘーエ
- ヴルムロー

## 歴史
ナーゲルは1200年頃に現れる。現在の自治体の領域は、13世紀にはバイエルン公国に属し、1329年にヴィッテルスバッハ家のプファルツ選帝侯系家系の統治下に入った。1536年の国境協定で、ナーゲルの領域は2つに分割された。このうち、大きな領域はバイエルン＝プファルツ選帝侯領に、現在はナーゲルの一地区になっているライヒェンバッハ村を含む小さな領域はアンスバッハ＝バイロイト辺境伯領に属した。1803年には全領域がプロイセン王国のバイロイト侯領に属することとなった。さらに1810年には全域がバイエルン王国領となった。

## 外部リンク

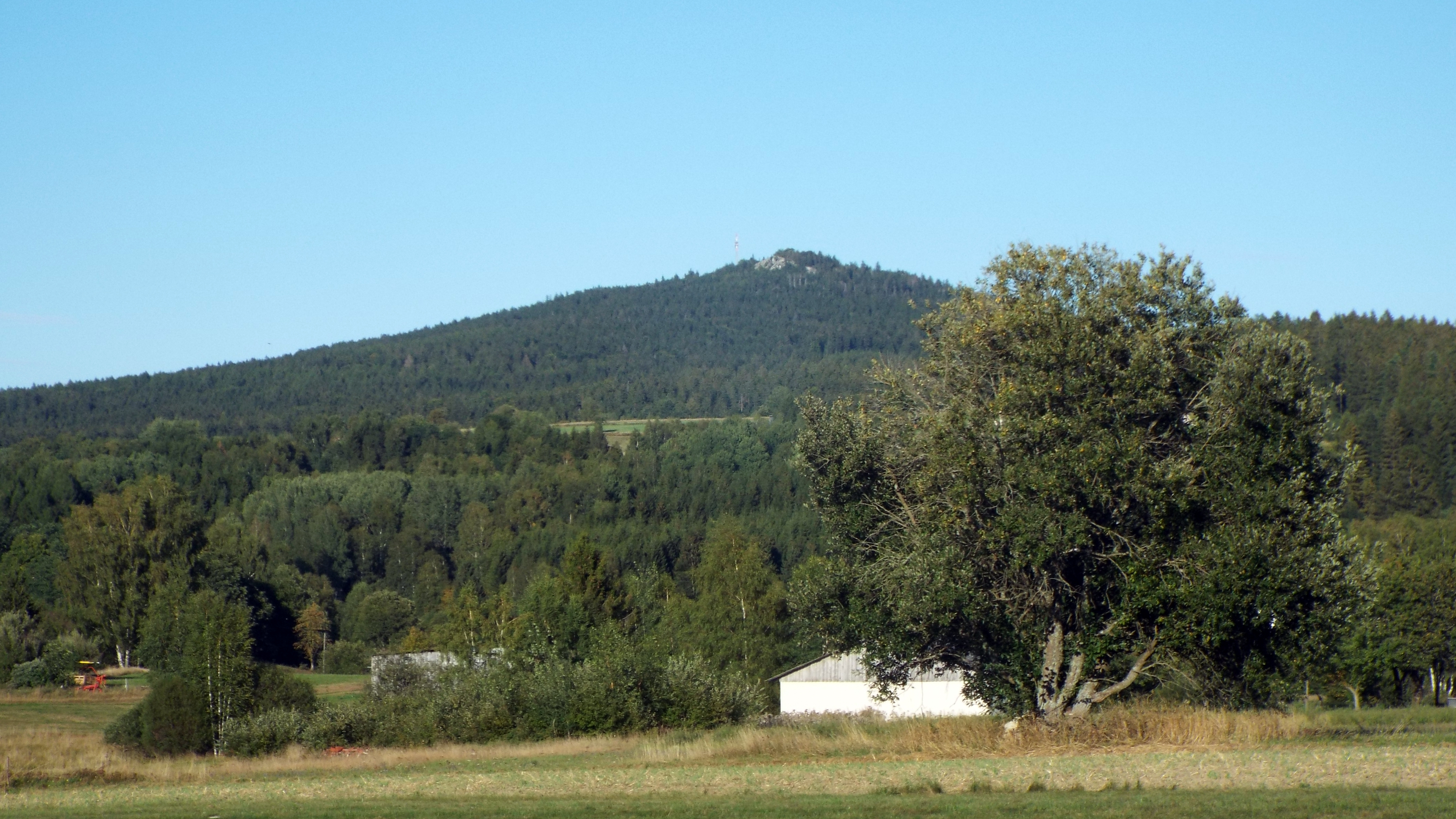
ナーゲルからケサイン山(939m)を望む

## 行政
ナーゲルの議会は15議席からなる。
最大政党のCSUは首長の所属政党でもある。

## 引用
1. ↑  https://www.statistikdaten.bayern.de/genesis/online?operation=result&code=12411-003r&leerzeilen=false&language=de Genesis-Online-Datenbank des Bayerischen Landesamtes für Statistik Tabelle 12411-003r Fortschreibung des Bevölkerungsstandes: Gemeinden, Stichtag (Einwohnerzahlen auf Grundlage des Zensus 2011)
2. ↑  Bayerische Landesbibliothek Online